# Denis Jakuba
Denis Evgen'evič Jakuba (in russo Дени́с Евге́ньевич Яку́ба?; Sotnikovskoye, 26 maggio 1996) è un calciatore russo, centrocampista o difensore del Kryl'ja Sovetov Samara.

## Statistiche

### Presenze e reti nei club
Statistiche aggiornate al 5 settembre 2018.
| Stagione        | Squadra         | Campionato      | Campionato | Campionato | Coppe nazionali | Coppe nazionali | Coppe nazionali | Coppe continentali | Coppe continentali | Coppe continentali | Altre coppe | Altre coppe | Altre coppe | Totale | Totale | Totale |
| Stagione        | Squadra         | Comp            | Pres       | Reti       | Comp            | Pres            | Reti            | Comp               | Pres               | Reti               | Comp        | Pres        | Reti        | Pres   | Reti   |        |
| --------------- | --------------- | --------------- | ---------- | ---------- | --------------- | --------------- | --------------- | ------------------ | ------------------ | ------------------ | ----------- | ----------- | ----------- | ------ | ------ | ------ |
| 2015-2016       | Kuban'          | PL              | 13+2       | 0          | CR              | 2               | 0               | -                  | -                  | -                  | -           | -           | -           | 17     | 0      |        |
| 2016-2017       | Kuban'          | PFN Ligi        | 23         | 1          | CR              | 1               | 0               | -                  | -                  | -                  | -           | -           | -           | 24     | 1      |        |
| 2017-2018       | Kuban'          | PFN Ligi        | 8          | 0          | CR              | 1               | 0               | -                  | -                  | -                  | -           | -           | -           | 9      | 0      |        |
| Totale Kuban'   | Totale Kuban'   | Totale Kuban'   | 44+2       | 1          |                 | 4               | 0               |                    | -                  | -                  |             | -           | -           | 50     | 1      |        |
| 2018-2019       | Rotor           | PFN Ligi        | 7          | 0          | CR              | 1               | 0               | -                  | -                  | -                  | -           | -           | -           | 8      | 0      |        |
| Totale carriera | Totale carriera | Totale carriera | 51+2       | 1          |                 | 5               | 0               |                    | -                  | -                  |             | -           | -           | 58     | 1      |        |

### Cronologia presenze e reti in nazionale
| Cronologia completa delle presenze e delle reti in nazionale ― Russia under 21 | Cronologia completa delle presenze e delle reti in nazionale ― Russia under 21 | Cronologia completa delle presenze e delle reti in nazionale ― Russia under 21 | Cronologia completa delle presenze e delle reti in nazionale ― Russia under 21 | Cronologia completa delle presenze e delle reti in nazionale ― Russia under 21 | Cronologia completa delle presenze e delle reti in nazionale ― Russia under 21 | Cronologia completa delle presenze e delle reti in nazionale ― Russia under 21 | Cronologia completa delle presenze e delle reti in nazionale ― Russia under 21 |
| Data                                                                           | Città                                                                          | In casa                                                                        | Risultato                                                                      | Ospiti                                                                         | Competizione                                                                   | Reti                                                                           | Note                                                                           |
| ------------------------------------------------------------------------------ | ------------------------------------------------------------------------------ | ------------------------------------------------------------------------------ | ------------------------------------------------------------------------------ | ------------------------------------------------------------------------------ | ------------------------------------------------------------------------------ | ------------------------------------------------------------------------------ | ------------------------------------------------------------------------------ |
| 16-1-2015                                                                      | San Pietroburgo                                                                | Russia under 21                                                                | 1 – 0                                                                          | Lettonia under 21                                                              | Amichevole                                                                     | -                                                                              | 44’                                                                            |
| 18-1-2015                                                                      | San Pietroburgo                                                                | Russia under 21                                                                | 2 – 2                                                                          | Moldavia under 21                                                              | Amichevole                                                                     | -                                                                              | 45’                                                                            |
| 21-1-2015                                                                      | San Pietroburgo                                                                | Russia under 21                                                                | 0 – 2                                                                          | Sudafrica under 21                                                             | Amichevole                                                                     | -                                                                              |                                                                                |
| 23-1-2015                                                                      | San Pietroburgo                                                                | Kazakistan under 21                                                            | 0 – 3                                                                          | Russia under 21                                                                | Amichevole                                                                     | -                                                                              |                                                                                |
| 25-1-2015                                                                      | San Pietroburgo                                                                | Russia under 21                                                                | 3 – 1                                                                          | Kirghizistan under 21                                                          | Amichevole                                                                     | -                                                                              |                                                                                |
| 12-11-2015                                                                     | Krasnodar                                                                      | Russia under 21                                                                | 2 – 0                                                                          | Fær Øer under 21                                                               | Qual. Europeo Under-21 2017                                                    | -                                                                              |                                                                                |
| 29-3-2016                                                                      | Rostov sul Don                                                                 | Russia under 21                                                                | 0 – 2                                                                          | Germania under 21                                                              | Qual. Europeo Under-21 2017                                                    | -                                                                              | 42’ 70’                                                                        |
| 24-3-2017                                                                      | Marbella                                                                       | Russia under 21                                                                | 5 – 1                                                                          | Romania under 21                                                               | Amichevole                                                                     | 1                                                                              |                                                                                |
| 28-3-2017                                                                      | Marbella                                                                       | Russia under 21                                                                | 2 – 0                                                                          | Norvegia under 21                                                              | Amichevole                                                                     | -                                                                              | 64’                                                                            |
| Totale                                                                         |                                                                                | Presenze                                                                       | 9                                                                              |                                                                                | Reti                                                                           | 1                                                                              |                                                                                |